# Phạm Mạnh Cương
Phạm Mạnh Cương (sinh ngày 30 tháng 7 năm 1933) là một nhạc sĩ Việt Nam, tác giả của những nhạc phẩm Thương hoài ngàn năm, Thu ca, Loài hoa không vỡ. Ngoài ra ông còn được biết tới với vai trò sản xuất những băng nhạc mang tên Phạm Mạnh Cương rất phổ biến ở Sài Gòn trước 1975.

## Tiểu sử
Phạm Mạnh Cương sinh ra tại Huế, là con thứ năm trong một gia đình gồm chín anh em. Cha của ông là một người yêu thích cổ nhạc và biết sử dụng đàn và sáo. Từ nhỏ Phạm Mạnh Cương đã say mê âm nhạc Tây phương và yêu thích các ca khúc của Đoàn Chuẩn - Từ Linh. Ông đã học vỡ lòng nhạc lý với nhạc sĩ Ngô Ganh.
Sau khi thi đậu Tú tài ở Huế vào năm 1953, Phạm Mạnh Cương ra Hà Nội theo học Cao đẳng Sư phạm và Cử nhân văn khoa. Sau đó ông trở lại Huế và có hợp tác cùng đài Phát thanh của thành phố trong chương trình văn nghệ học sinh hàng tuần với vai trò thành viên một ban nhạc.
Năm 1954, Phạm Mạnh Cương một mình di cư vào miền Nam và từ năm 1955 ông bắt đầu dạy học ở trường Nguyễn Đình Chiểu, Mỹ Tho. Được 3 năm, ông chuyển về trường Petrus Ký, Sài Gòn và ở đó cho đến 1975.
Vào năm 1961, trong một dịp ra Huế chấm thi Tú tài 2, Phạm Mạnh Cương gặp Như Hảo, một thí sinh từ Đà Nẵng ra Huế dự thi. Một năm sau hai người thành hôn và vợ ông cũng là người hợp tác với ông trong những hoạt động âm nhạc trên đài truyền hình và truyền thanh với những chương trình mang chủ đề đặc biệt do Phạm Mạnh Cương khởi xướng.

### Âm nhạc
Ca khúc đầu tay của ông là Nhạc chiều quê ký bút danh Nguyễn Thường được nhạc sĩ Thu Hồ trình bày nhiều lần ở Đài phát thanh Pháp Á . Nhiều nhạc phẩm giai đoạn này của ông như Em tôi, Nữ sinh ca, Màu thời gian... tuy rất phổ biến ở Huế nhưng phải đến bản tango Thu ca viết năm 1953 ở Hà Nội thì tên tuổi Phạm Mạnh Cương mới thực sự được công chúng biết tới.
Năm 1956, Phạm Mạnh Cương viết Thương hoài ngàn năm, ca khúc đầu tiên ông viết ở miền Nam. Nhạc phẩm này được ông lấy cảm hứng từ câu ca dao "Tóc mai sợi vắn sợi dài, lấy nhau chẳng được thương hoài ngàn năm".
Trong vai trò sản xuất, Phạm Mạnh Cương là người sáng lập trung tâm băng nhạc Tú Quỳnh tại Sài Gòn, có thể coi như một trong những người đã đưa việc thực hiện băng nhạc vào lãnh vực kinh doanh. Dưới nhãn hiệu Tú Quỳnh với khoảng 20 băng nhạc được phát hành, đã quy tụ gần như tất cả những tiếng hát lớn như Thái Thanh, Lệ Thu, Khánh Ly, Duy Trác, Sĩ Phú, Thanh Tuyền, Phương Dung. Sau đó là những Phương Hồng Hạnh, Julie Quang, Carol Kim, Thanh Lan...
Tháng 8 năm 1964, ông cộng tác với đài phát thanh Saigon điều khiển ban Hoa Thời Đại. Tháng 3 năm 1965, ông ngừng cộng tác với đài Saigon và chuyển sang cộng tác với ban Tiếng Hát Hậu Phương của đài Quân đội.
Trên lĩnh vực truyền hình, năm 1966 Phạm Mạnh Cương được đạo diễn Lê Hoàng Hoa mời thực hiện chương trình ca nhạc đầu tiên cho đài Truyền hình Việt Nam (Việt Nam Cộng Hòa). Một năm sau chương trình này chính thức đổi thành "Chương trình Phạm Mạnh Cương" phát hình hàng tuần vào tối thứ bảy từ 9 đến 10 giờ và kéo dài hoạt động cho đến tháng 4 năm 1975.
Sau sự kiện 30 tháng 4 năm 1975, Phạm Mạnh Cương ở lại Việt Nam. Đến năm 1980, ông cùng hai con vượt biển từ Cà Mau rồi định cư tại Montréal, Canada. Năm 1983, vợ ông và hai người con gái được đoàn tụ theo diện bảo lãnh, nhưng sau đó vài năm cuộc hôn nhân của họ tan vỡ.
Tại Montréal, ông thành lập ban nhạc Phạm Mạnh Cương, tham gia trình diễn và kinh doanh trong lĩnh vực vũ trường. Ông cũng chủ trương một nguyệt san lấy tên là Thẩm mỹ.

## Sáng tác
- Cánh hoa tàn
- Chiều thương nhớ (1961)
- Có những chiều thu (1961)
- Còn một đêm nay (1964)
- Đi giữa đường trăng
- Đời tôi là giọt lệ buồn
- Đừng đùa với tình yêu
- Đừng khóc dĩ vãng
- Gặp em trong quán nhỏ (1965)[3]
- Giã từ cố đô (1965)
- Gửi mùa xuân về biên giới (1965)
- Hỏi chuyện ngày xưa (1964)
- Em tôi (1951)
- Lạy Phật con trở về
- Loài hoa không vỡ (1966)
- Màu thời gian (1951)
- Mái trường xưa (1951)
- Mắt lệ cho người tình
- Mơ bến Hàn Giang (1961)
- Một lần yêu (1968)
- Mùa thu không có anh
- Mưa trắng kinh kỳ (1961)
- Ngày ấy (1961)
- Nhạc chiều quê (1951)
- Nhạc khúc mừng xuân (1964)
- Như một khúc nhạc buồn
- Nếu anh còn nhớ (1965)
- Nỗi buồn ngày tháng cũ (1964)
- Nhớ người đêm mưa
- Nữ sinh ca (1951)
- Rồi tình qua mau
- Sầu ly biệt (1965)
- Suối lệ xanh
- Tháng bảy mưa ngâu (1964)
- Thế rồi một mùa hè (1965)
- Thôi đã muộn rồi
- Thu ca (1953)
- Thu về trong mắt em (1964)
- Thung lũng hồng (1971)
- Thương hoài ngàn năm (1956)
- Tình mùa phượng thắm (1961)
- Tình yêu còn đó (1965)
- Tình yêu đã mất (Cho nhau lời nguyện cầu) (1965)
- Tình yêu đến trong giã từ[4]
- Tóc em chưa úa nắng hè
- Trại áo lam
- Xuân sầu
- Yêu trong hoàng hôn

## Vinh danh
Năm 2003, trung tâm Thúy Nga thực hiện chương trình Paris By Night 70 - Thu Ca nhằm vinh danh ông, cùng với hai nhạc sĩ Lê Dinh và Trường Sa.